# 光云大駅
光云大駅（クァンウンデえき）は、大韓民国ソウル特別市蘆原区月渓洞にある韓国鉄道公社（KORAIL）の駅。
韓国鉄道公社首都圏東部本部のグループ代表駅。京釜電鉄線西東灘始終着の列車及び長項電鉄線新昌始終着の列車の一部は当駅までの運行となっている。

## 利用可能な鉄道路線
韓国鉄道公社　
 1号線（京元電鉄線）
 京春線
駅番号は両線共通で119が制定されている。

## 歴史
- 1939年7月25日 - 京春鉄道株式会社により京春線開業と共に開業。硯村駅（연촌역）。
- 1946年5月17日 - 国有化。韓国鉄道庁の駅となる。[3]
- 1963年3月5日 - 駅名を城北駅に変更。[4]
- 1967年7月1日 - 貨物取り扱い中止。[5]
- 1968年9月11日 - 貨物取り扱い開始。[6]
- 1970年4月7日 - 貨物基地設置。
- 1971年10月5日 - 京春線城東～城北間が廃止。[7]
- 1974年8月15日 - 京元電鉄線が当駅まで開業。
- 1985年8月22日 - 京元電鉄線が倉洞駅まで延伸開業。
- 2005年
  - 1月1日 - 鉄道庁の改組により韓国鉄道公社(KORAIL)の駅となる。
  - 12月15日 - 龍山～城北間系統廃止。
- 2010年12月21日 - 京春線のムグンファ号運転終了。
- 2012年11月1日 - 京釜線天安駅発と長項線新昌駅発の列車が当駅まで乗り入れ。
- 2013年
  - 2月25日 - 城北区にある駅[8]と誤解されるため、駅名を光云大駅に変更。　
  - 11月4日 - 京春線電車の乗り入れをラッシュ時のみ忘憂線経由で再開。

## 駅構造

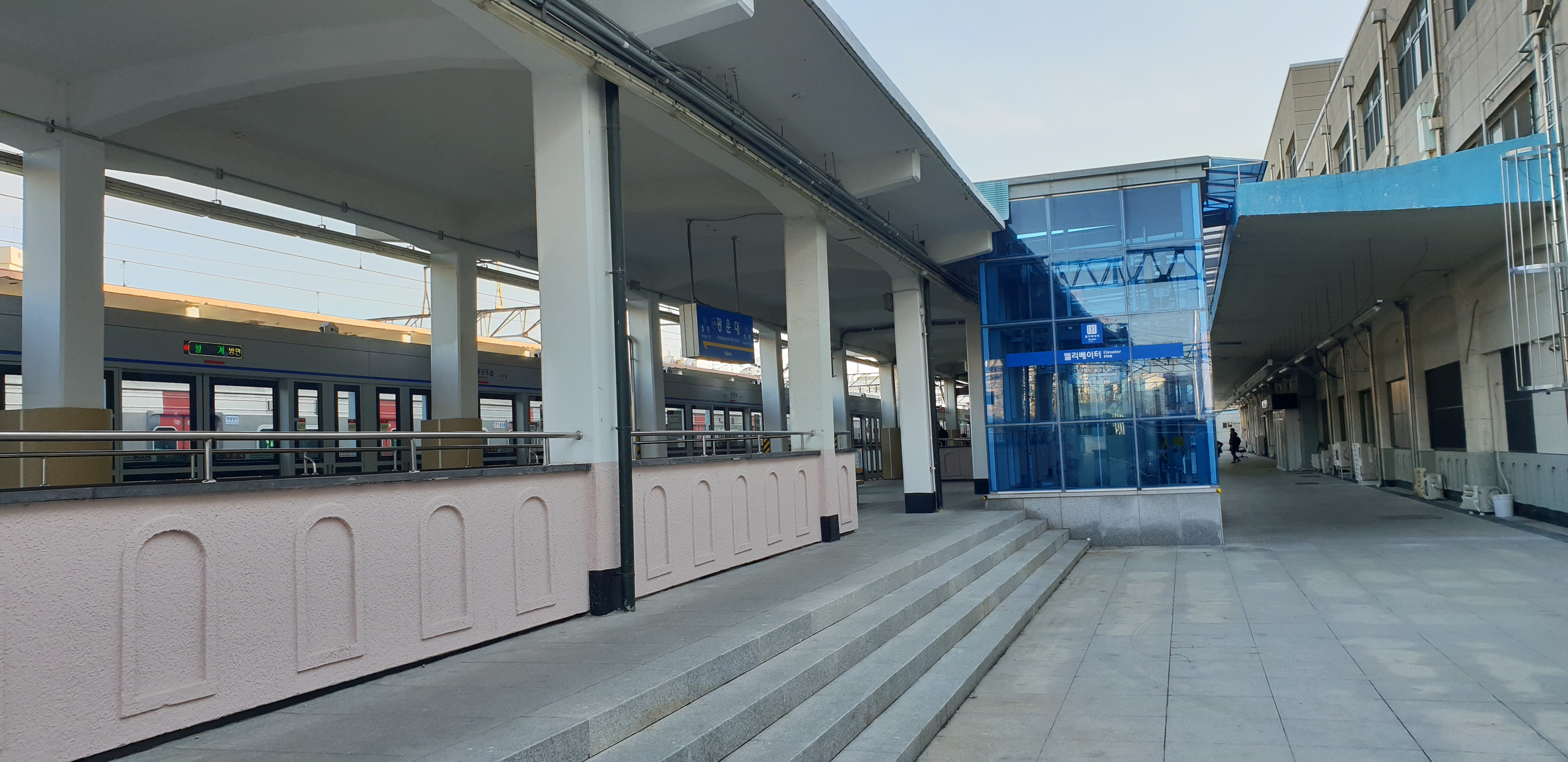
1番ホーム

島式ホーム2面4線と単式ホーム1面1線の合計3面5線を有する地上駅。
出口は1ヶ所ある。　

### のりば
| 1 | 1号線（京元電鉄線） | 1号線（京元電鉄線） | 倉洞・議政府・楊州・東豆川・逍遥山方面         |
| 2 | 1号線（京元電鉄線） | 1号線（京元電鉄線） | 当駅終着・九老・安養・衿井・水原・西東灘方面   |
| 3 | 1号線（京元電鉄線） | 1号線（京元電鉄線） | 九老・温水・富平・仁川方面                     |
| 4 | 1号線（京元電鉄線） | 1号線（京元電鉄線） | 当駅終着・逍遥山・仁川・水原・西東灘・新昌方面 |
| 5 | 京春線              | 京春線              | 春川方面                                       |

## 利用状況
近年の1日平均利用人員推移は下記のとおりである。
| 路線       | 路線     | 2000年 | 2001年 | 2002年 | 2003年 | 2004年 | 2005年 | 2006年 | 2007年 | 2008年 | 2009年 | 出典  |
| ---------- | -------- | ------ | ------ | ------ | ------ | ------ | ------ | ------ | ------ | ------ | ------ | ----- |
| 京元電鉄線 | 乗車人員 | 20,417 | 18,223 | 16,990 | 17,673 | 13,829 | 13,818 | 12,455 | 12,449 | 12,402 | 12,220 | [ 9 ] |
| 京元電鉄線 | 降車人員 | 16,765 | 13,651 | 16,369 | 14,829 | 12,382 | 12,377 | 11,327 | 11,414 | 11,496 | 11,202 | [ 9 ] |
| 京元電鉄線 | 乗降人員 | 37,182 | 31,874 | 33,359 | 32,502 | 26,211 | 26,195 | 23,782 | 23,863 | 23,898 | 23,422 | [ 9 ] |
| 路線       | 路線     | 2010年 | 2011年 | 2012年 | 2013年 | 2014年 | 2015年 | 2016年 | 2017年 | 2018年 | 2019年 | 出典  |
| 京元電鉄線 | 乗車人員 | 12,129 | 10,907 | 10,635 | 10,594 | 10,542 | 10,413 | 10,289 | 9,496  | 9,557  | 9,674  | [ 9 ] |
| 京元電鉄線 | 降車人員 | 11,066 | 10,055 | 9,866  | 9,609  | 9,787  | 9,690  | 9,613  | 9,425  | 9,177  | 9,272  | [ 9 ] |
| 京元電鉄線 | 乗降人員 | 23,195 | 20,962 | 20,501 | 20,203 | 20,329 | 20,103 | 19,902 | 18,921 | 18,734 | 18,946 | [ 9 ] |
| 路線       | 路線     | 2020年 |        |        |        |        |        |        |        |        |        |       |
| 京元電鉄線 | 乗車人員 | 6,743  |        |        |        |        |        |        |        |        |        |       |
| 京元電鉄線 | 降車人員 | 6,447  |        |        |        |        |        |        |        |        |        |       |
| 京元電鉄線 | 乗降人員 | 13,190 |        |        |        |        |        |        |        |        |        |       |

## 駅周辺
- 光云大学校
- 光云人工知能高等学校
- イーマートタウン（朝鮮語版）月渓店　
  - イーマート月渓店
  - イーマートトレーダーズ（朝鮮語版）月渓店
  - エレクトロマート月渓店
  - トイキングダム月渓店
- 里門車両事業所

## 隣の駅
韓国鉄道公社
 1号線（京元電鉄線）
急行
倉洞駅 116 - 光云大駅 119 - 石渓駅 120
緩行
月渓駅 118 - 光云大駅 119 - 石渓駅 120
 京春線
緩行
光云大駅 119 - 上鳳駅 K120